# Florentin-Étienne Jaussen

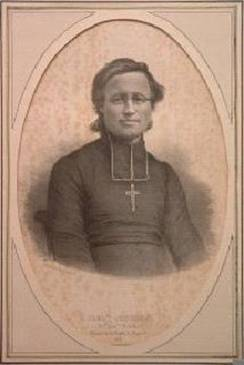

Florentin-Étienne Jaussen, SS.CC. (2 de abril de 1815 – 9 de setembro de 1891) foi o primeiro bispo do Taiti e o homem que chamou a atenção do mundo para a escrita rongorongo da Ilha de Páscoa. Na década de 1860, o bispo Jaussen foi o responsável pelo fim das invasões de escravos na Ilha de Páscoa.
Jaussen nasceu em Rocles, França. Foi Vigário Apostólico do Taiti e bispo titular de Axieri de 9 de maio de 1848 a 12 de fevereiro de 1884, data em que renunciou. Durante esse tempo, ele atendia pelo nome de Tepano, a pronúncia taitiana de Etienne em sua forma grega original, Stephanos.
Ele ordenou o primeiro sacerdote nativo da Polinésia Oriental Tiripone Mama Taira Putairi, em 24 de dezembro de 1874.